# Joshua Sands

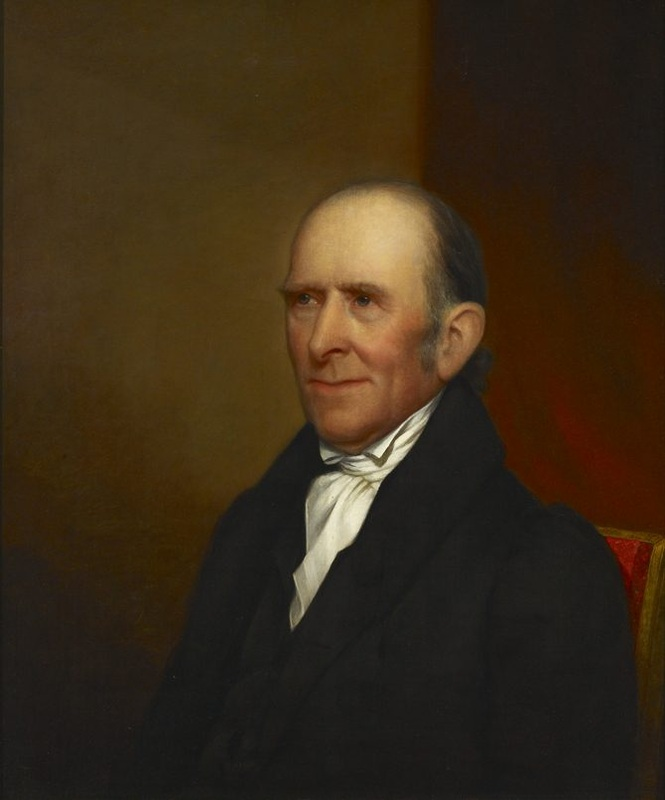
Joshua Sands

Joshua Sands (* 12. Oktober 1757 in Cow Neck, Queens, Provinz New York; † 13. September 1835 in Brooklyn, New York) war ein britisch-amerikanischer Offizier, Händler und Politiker.

## Werdegang
Joshua Sands erhielt eine eingeschränkte Schulbildung. Als der Unabhängigkeitskrieg ausbrach, verpflichtete er sich in der Kontinentalarmee. Er bekleidete den Dienstgrad eines Captains. Nach dem Krieg verfolgte er eine politische Laufbahn. Er hatte von 1792 bis 1799 einen Sitz im Senat von New York. Während dieser Zeit war er ein Mitglied eines Ausschusses, dass über mehrere Formfehler bei der Gouverneurswahl von 1792 entscheiden durfte. Die Entscheidung fiel zu Gunsten von George Clinton. Ferner war er 1796 Mitglied im Council of Appointments. Am 26. April 1797 ernannte ihn dann US-Präsident John Adams zum Steuereinnehmer für den New Yorker Hafen. Er hatte diesen Posten bis zum 9. Juli 1801, als ihn US-Präsident Thomas Jefferson abberief. Danach wurde er als Föderalist in den 8. US-Kongress gewählt. Er war im US-Repräsentantenhaus vom 4. März 1803 bis zum 3. März 1805 tätig. Sands entschied sich nicht zu Wiederwahl anzutreten. Er hatte dann 1824 den Vorsitz im Kuratorium von Brooklyn. Dann wurde er für die National Republican Party in den 19. US-Kongress gewählt. Er war dort vom 4. März 1825 bis zum 3. März 1827 tätig.
Joshua Sands verstarb 1835 in Brooklyn, wurde zuerst auf dem St. Paul’s Church Cemetery in Eastchester (New York) beigesetzt, dann allerdings 1852 auf den Greenwood Cemetery in Brooklyn umgebettet.

## Ehrungen
Die St. Ann’s Church, die erste episkopale Kirche in Brooklyn, wurde nach ihm benannt.